# Antoni-Lluc Ferrer i Morro
Antoni-Lluc Ferrer i Morro (Palma, 1942) és un escriptor mallorquí. Estudià Filosofia i Lletres a la Universitat de Barcelona i, des de 1970, és professor de català a la Universitat de Provença (Ais de Provença-Marsella).

## Obres

### Narrativa
- Dies d'ira a l'illa (1978).
- Adeu, turons, adeu (1982). (Premi Sant Joan de narrativa, 1981)
- Perfum romanial (1991). (Premi Andròmina de narrativa, 1991)
- El bastió de la llibertat (2000).
- La missió del capità (2002).

### Assaig
- Gabriel Alomar i el futurisme (1970).

### Traducció al català
- El setge de Barcelona (Història de Jenni) (2004), de Voltaire.
- Els grans cementiris sota la lluna (1981), de Georges Bernanos.
- Assaigs (1984), de Michel de Montaigne.
- Tres històries mediterrànies, de Prosper de Mérimée.
- La glòria del meu pare, de Marcel Pagnol.
- Un hivern a Mallorca (seguit de "L'epistolari de la turista George Sand") de George Sand, Edicions1984, Barcelona, 2013.